# Yukata

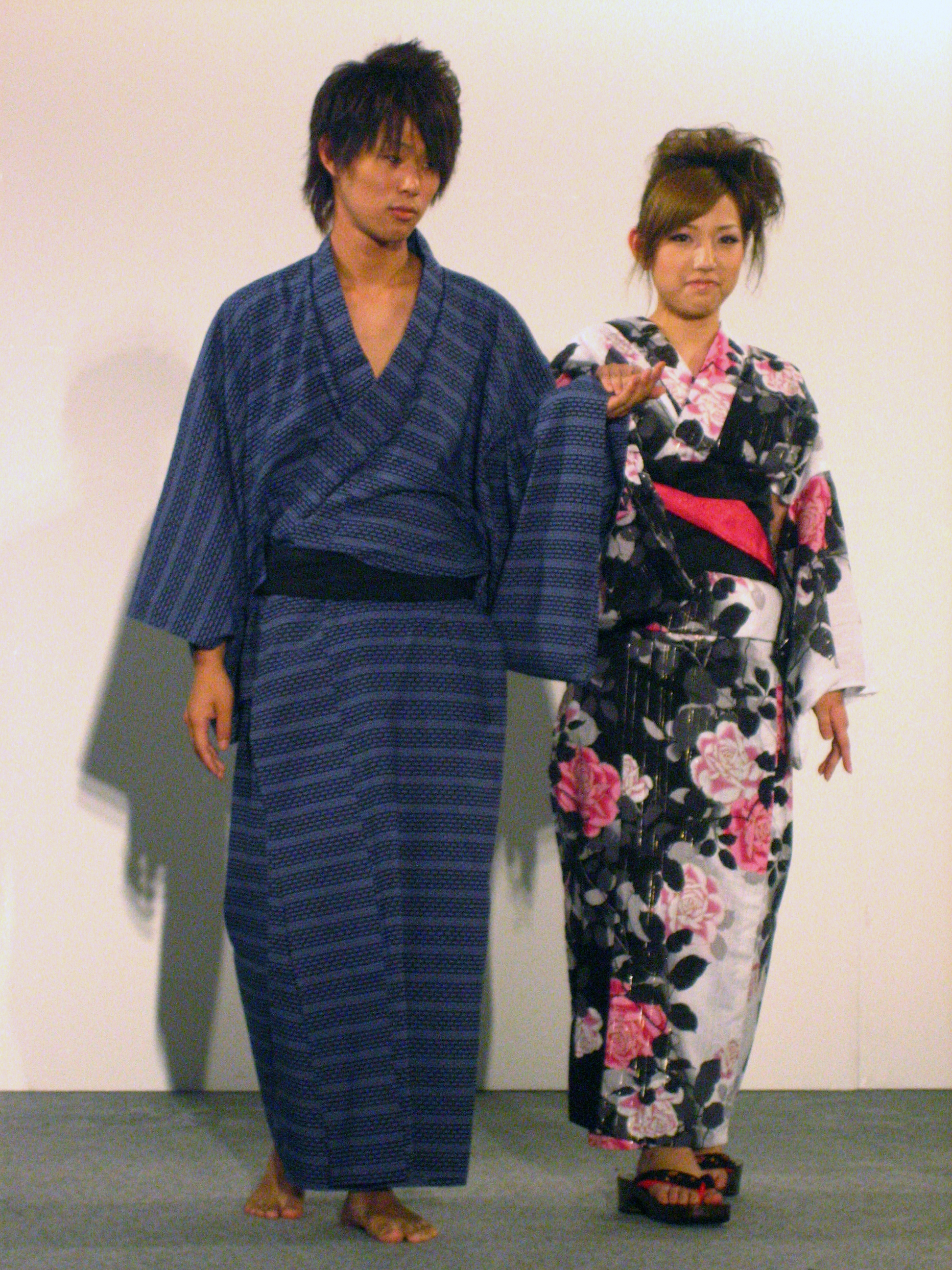
Mężczyzna i kobieta w yukatach

Yukata (jap. 浴衣 yukata; skrócona, współczesna forma słowa yukatabira 湯帷子) – rodzaj lekkiego stroju, wykonanego z bawełny, używanego w dawnych czasach w Japonii jako strój domowy i kąpielowy, przy udawaniu się do publicznej łaźni (furo). Obecnie, jego wykorzystanie jest znacznie szersze. Noszony jest w czasie letnich świąt, festiwali i różnorodnych imprez. Jest podstawowym ubiorem w kurortach z gorącymi źródłami (onsenach). W ryokanach i hotelach są na wyposażeniu pokojów, służąc jako szlafroki i piżamy.

## Tkaniny i style
Podobnie jak inne formy tradycyjnych ubiorów japońskich, yukata po rozłożeniu ma kształt litery T, z szerokimi rękawami. Jest robiona z bawełny, także z dodatkiem włókien konopi i poliestru. Ubiór ten nie posiada podszewki, ale może składać się z dwóch warstw materiału.
Tradycyjnie, proste yukaty na co dzień posiadają wzory w kolorze niebieskim lub czerwonawym. Na festiwale i uroczystości dostępna jest znacznie większa liczba wzorów i barw.    

## Sposób noszenia yukaty
Lewą połę yukaty nakłada się na prawą i owija tułów ozdobnym pasem (obi) lub zwykłym paskiem wykonanym z takiego samego materiału lub innego, harmonizującego ze wzorem. Razem z yukatą, często są także noszone drewniane sandały zwane geta. W czasie letnich festiwali (natsu-matsuri) do ozdobnych yukat kobiety noszą torebki kinchaku, a we włosy wpinają szpilki kanzashi.

## Himeji Yukata Matsuri
Co roku w czerwcu w mieście Himeji odbywa się festiwal o nazwie Himeji Yukata Matsuri.

## Galeria

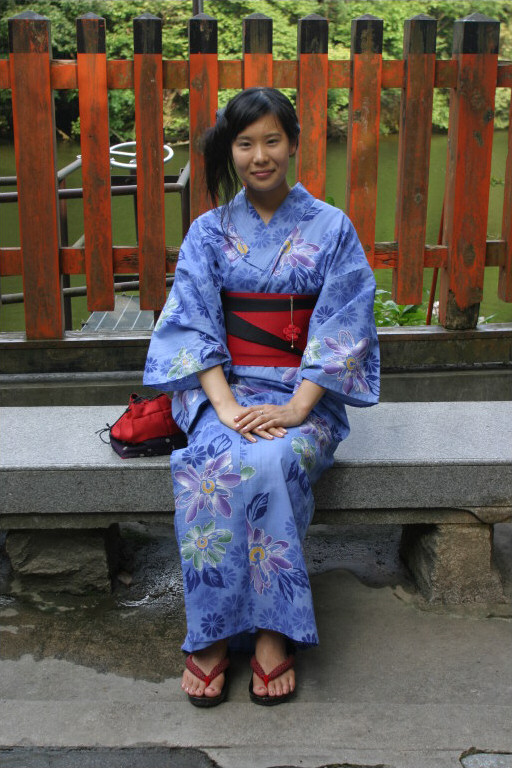
Dziewczyna w yukacie
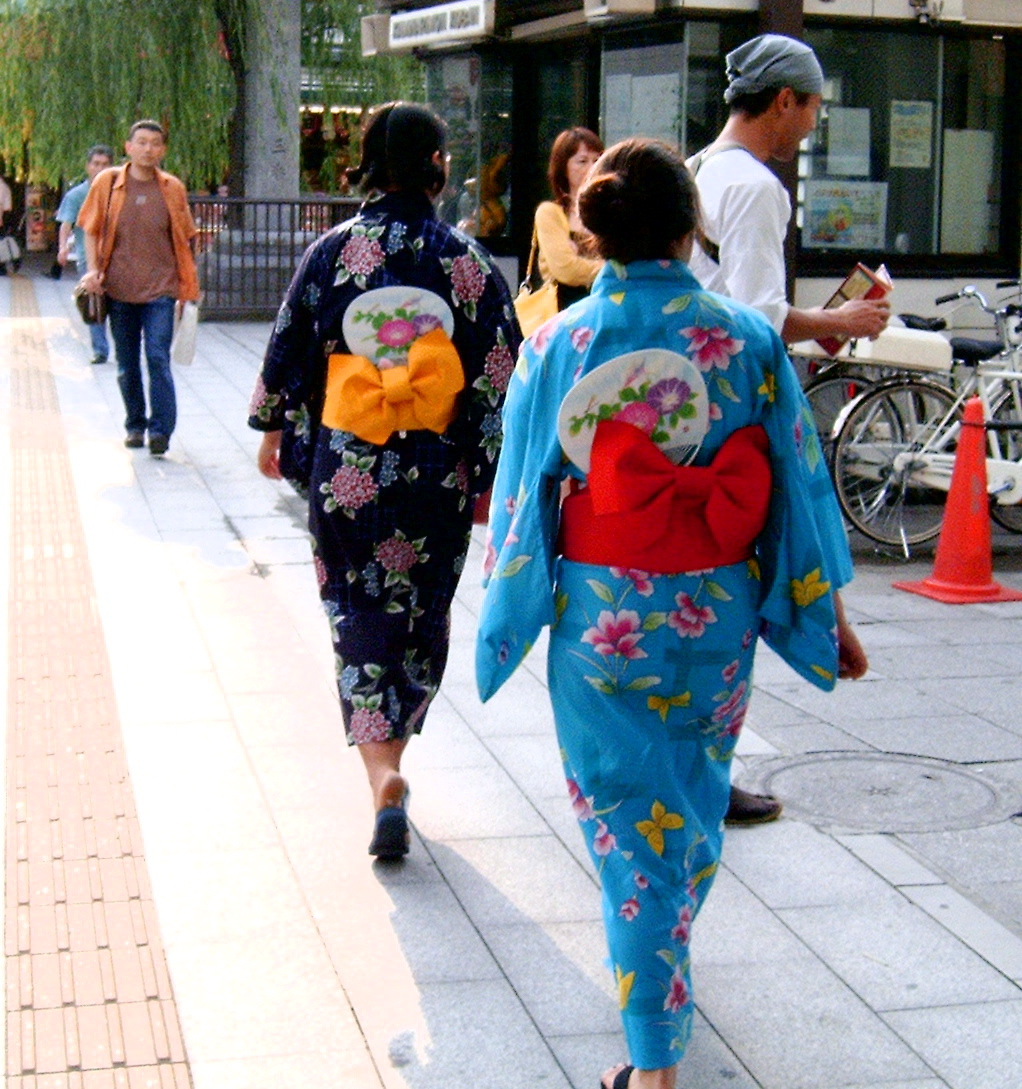
Kobiety w yukatach, z tyłu widoczne pasy obi z zatkniętymi wachlarzami
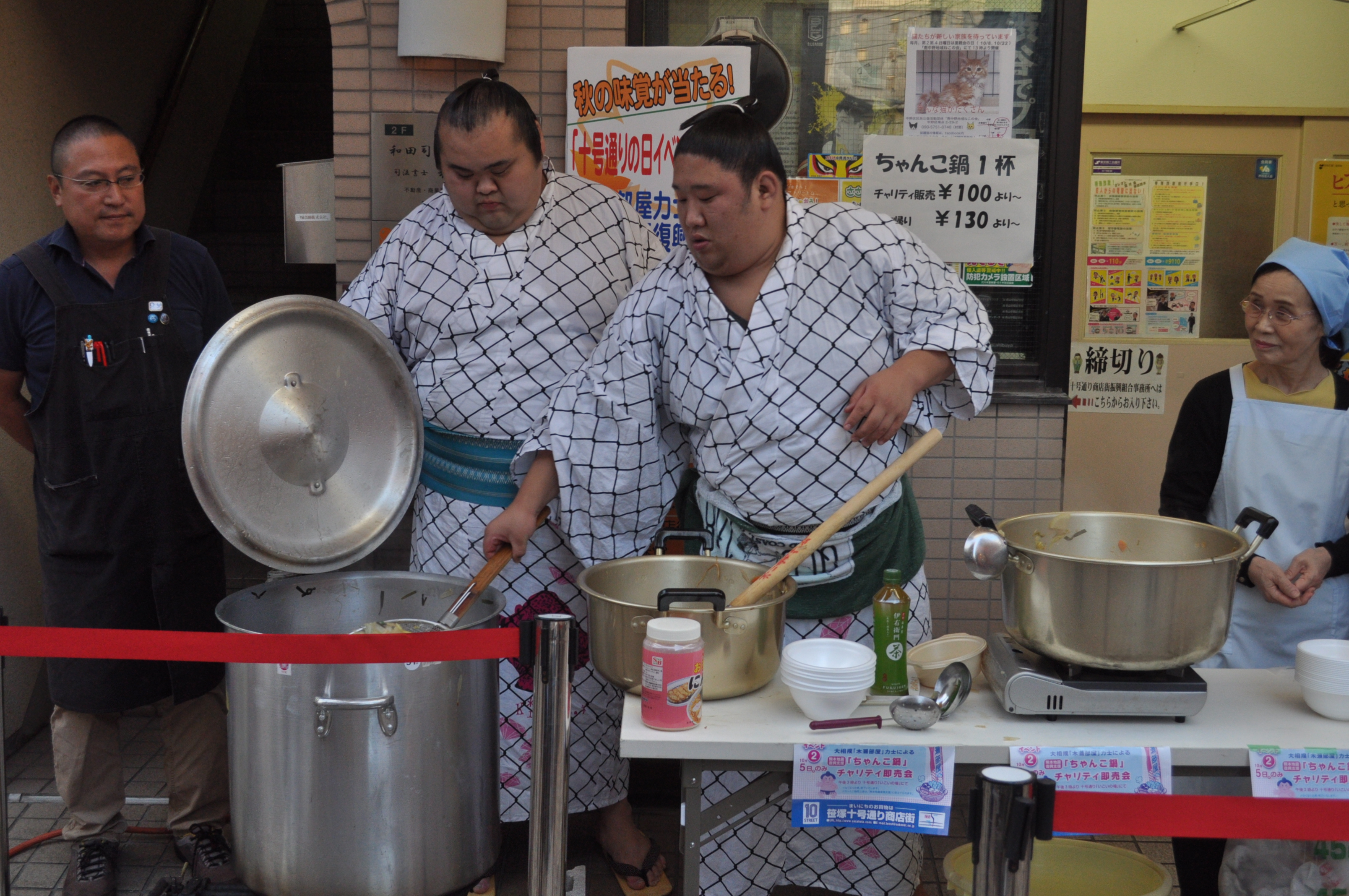
Zapaśnicy sumo w yukatach
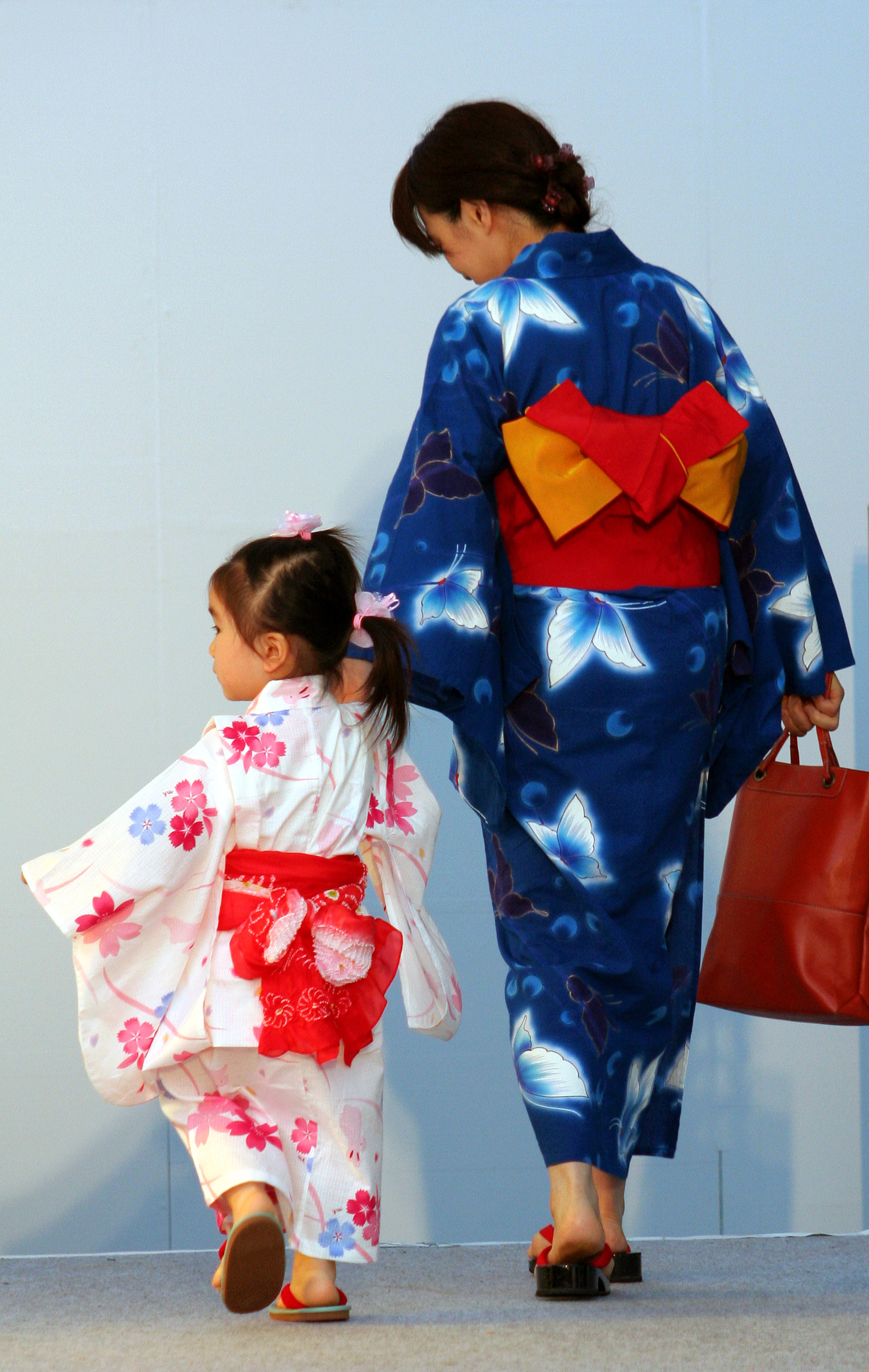
Himeji Yukata Matsuri, czerwiec 2009 r.